# 1090年代
1090年代（せんきゅうじゅうねんだい）は、西暦（ユリウス暦）1090年から1099年までの10年間を指す十年紀。

## できごと

### 1092年
- 若狭国の申請により、新立荘園を制止。

### 1093年
- 白河上皇、諸国に濫立する荘園の制止について、内大臣藤原師通に諮問する。

### 1094年
- 美作国の申請により、新立荘園の制止を議定する。

### 1095年
- クレルモン教会会議。神の休戦の制定。セルジューク朝の攻撃を受けていた東ローマ皇帝アレクシオス1世コムネノスの救援要請を受け、ローマ教皇ウルバヌス2世が対イスラム教徒戦への参加を呼びかける。

### 1096年
- 第1回十字軍出発。

### 1099年
- 宣旨を下して新立の荘園を停止させる（康和の荘園停止令）